# Šarani (Gornji Milanovac)
Pour les articles homonymes, voir Šarani.
Šarani (en serbe cyrillique : Шарани) est un village de Serbie situé dans la municipalité de Gornji Milanovac, district de Moravica. Au recensement de 2011, il comptait 236 habitants.

## Géographie
Šarani est situé à 14 km de Gornji Milanovac, à proximité du village de Takovo. Le territoire du village est traversé par la rivière Dičina ; on y trouve aussi deux sources d'eau chaude, dont l'une porte le nom de Kopite, le « sabot » car, selon la légende, le sabot du cheval de Saint Sava y aurait imprimé sa trace.

## Histoire
Le hameau de Savinac, situé sur le territoire de Šarani, est mentionné au Moyen Âge, au temps de la dynastie des Nemanjić ; son nom lui a été donné par Saint Sava. L'église du village est une fondation du prince Miloš Obrenović et elle a été construite en 1819, en marque de reconnaissance vis-à-vis des habitants de Šarani où il avait séjourné en 1813 ; elle abrite la tombe de Mina Karadžić-Vukomanović, la fille de Vuk Stefanović Karadžić, le grand réformateur de la langue serbe au XIXe siècle.

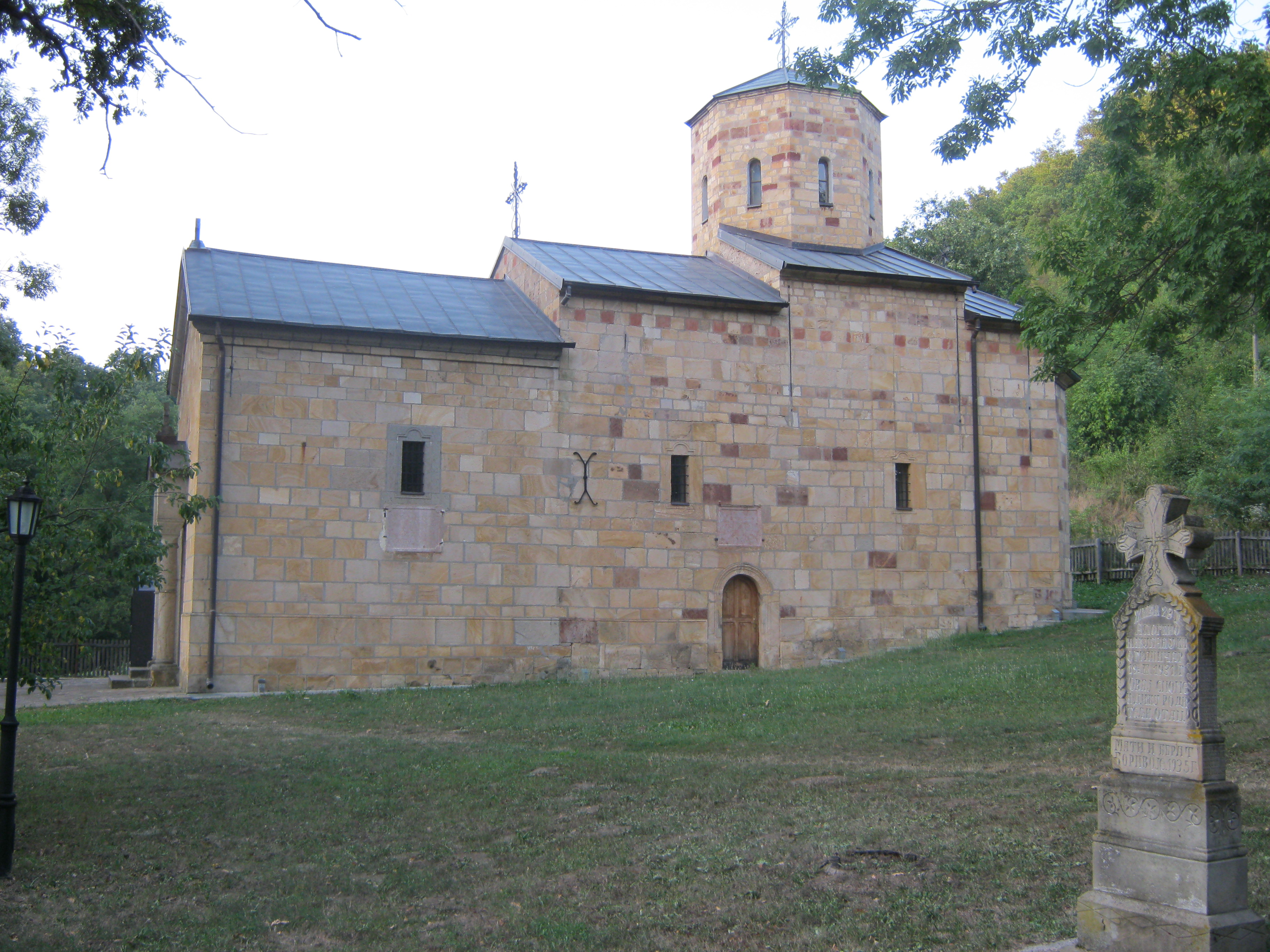
L'église Saint-Sava de Savinac

## Démographie

### Évolution historique de la population
| 1948 | 1953 | 1961 | 1971 | 1981 | 1991 | 2002 | 2011 |
| ---- | ---- | ---- | ---- | ---- | ---- | ---- | ---- |
| 823  | 807  | 697  | 560  | 460  | 342  | 344  | 236  |

|  |

## Tourisme
Šarani possède deux kafanas, la Mićova kafana et Ada.